# Carl Erik Mannerheim
Pour les articles homonymes, voir Mannerheim.
Carl Erik Mannerheim (né le 14 décembre 1759 à Säter  – décédé le 15 janvier 1837 à Turku) est un soldat et homme d'état suédo-finlandais.
Il est l'un des précurseurs de l'État finlandais qui ne sera indépendant qu'après la révolution de 1917 et le premier vice-président du   Sénat de Finlande , appartenant à l'époque à la couronne de Suède. Il est donc en quelque sorte le précurseur des premiers ministres de Finlande,. Le grand-duché de Finlande formé au début du XIXe siècle est rattaché à la couronne de Russie.